# مسرح القباني
مسرح القباني أحد مسارح مدينة دمشق ومن أقدم واعرق المسارح يقع في شارع 29 ايار ويتبع وزارة الثقافة يقدم العروض الجادة من الأدب السوري والعربي والعالمي.
مسرح القباني نسبة لرائد المسرح العربي أبو خليل القباني الذي قدم أول عروضه المسرحية بدمشق وانشأ أول مسرح عربي في 1871 م، قدمت وعرضت على خشبة مسرح القباني عروض لكبار الفنانين السوريين والعالمين.
تطالعك في البهو الرئيسي للمسرح بورترية وصور للعلامة ورائد المسرح السوري والعربي أبو خليل القباني، وصور عديدة لمسرحيات عالمية وسورية وصور لكبار الفنانين والمخرجين السوريين ممن كانت لهم عروضهم المسرحية في مسرح القباني.
طالع : مسرح سوري